# The Frightening
The Frightening é um filme estadunidense de 2002, gênero horror, dirigido por David DeCoteau.

## Enredo
É o primeiro dia de aula de Corey Peterson na Hallow End High School (apelidada de Halloween High). Ele se mudou para essa pequena cidade com sua mãe devido a um incidente traumático do seu passado. Em seu primeiro dia de aula, ele é abordado por Mason, que o avisa para ficar longe do lutador de wrestling Perry e seus amigos.
Após dois estudantes desaparecerem, Corey e Mason se juntam para desvendar o mistério.